# Sky Sports News
Sky Sports News (SSN) é um canal de TV a Cabo britânico. Pertence ao grupo Sky, uma divisão da Comcast. Seu foco é único e exclusivamente em notícias esportivas.

## História

### 1992-2010
Desde 1992, a Sky Sports transmite notícias esportivas em sua programação. O primeiro segmento da história foi chamado de Football Update. O mesmo foi expandido, e se tornou o Sky Sports Centre, que tinha 30 minutos de duração e era exibido geralmente às 18:00 e 22:00 no canal Sky Sports 1.
O canal Sky Sports News foi lançado no dia 1º de Outubro de 1998.
No dia 10 de Abril de 2000, o canal mudou de nome, e se tornou a Sky Sports.com TV, como uma forma de propaganda do recém-lançado website de mesmo nome da Sky Sports.
No dia 1º de Julho de 2001, o canal voltou a se chamar Sky Sports News e teve uma drástica mudança em seu pacote gráfico, padronizando-o com o de seus "irmãos", Sky Sports 1, 2, 3 e Xtra.
Em Abril de 2002, a Sky Sports News voltou a ter seus gráficos atualizados, junto com cenários novos, apesar de localizados no mesmo estúdio.
Em 2004 o canal voltou a ter mudanças em seus gráficos e programas. Um exemplo é o Sky Sports Centre, patrocinado pela Strongbow em 1996 e pela Ford de 1998 a 2004. O programa foi extinto, e em seu lugar entraram Sky Sports Now, Sky Sports Today, Sports Saturday, Sports Sunday, Good Morning Sports Fans, Through the Night, News HQ at 5, News HQ at 6, Gillette Soccer Special, Goals Express, Today's Goals Now e Sky Sports News at Ten. Alguns destes ainda figuram na programação atual do canal.
Em 2007, algumas partidas de futebol foram transmitidas no canal. Isso ocorreu porque seus canais "irmãos" já estavam com a programação lotada de outros eventos esportivos. No dia 20 de Maio, o primeiro jogo, a final dos playoffs da Conference National entre Exeter City e Morecambe. A segunda transmissão ocorreu em 26 de Maio, no amistoso internacional entre País de Gales e Nova Zelândia. A terceira e última transmissão ao vivo de futebol do canal até 2022 foi a partida entre Espanyol e Barcelona, em Dezembro de 2007, válida pela La Liga.

#### Disputa com a Virgin Media
No dia 1 de Maio de 2007, a Virgin Media retirou todos os canais do pacote básico da Sky (Sky One, Sky Two, Sky News, Sky Sports News, Sky Travel e Sky Travel Extra) de sua operação de televisão a cabo. O motivo foi uma disputa entre a Virgin e a BSkyB, que resultou na não-renovação de seu contrato de retransmissão dos sinais dos canais. Exatamente à meia-noite, os canais foram removidos do ar, dando lugar a uma tela preta e uma programação que informava "OLD SKY SPORTS SNOOZE", algo levado como uma provocação, já que a tradução remeteria a Sky Sports e sono. A frase foi apagada após uma retratação pública do fundador do grupo Virgin, Richard Branson.
Para rivalizar com a Sky Sports e tentar manter os consumidores interessados em esportes, a Virgin, em parceria com a Setanta Sports, lançou a Setanta Sports News no dia 30 de Novembro.
Em Novembro de 2008, Sky e Virgin entraram em um acordo, e os canais voltaram a fazer parte do pacote de TV a cabo da última.

### 2010-presente
No dia 23 de Agosto de 2010, o canal foi removido do Freeview e substituído pelo Sky3+1, um canal que reprisava os conteúdos do Sky3 (atual Pick) com uma hora de atraso.
A Sky Sports News realizou um rebrand no dia 12 de Agosto de 2014, mudando seu nome para Sky Sports News HQ. O rebrand trouxe novos gráficos, atualizações nos estúdios e uma nova música tema para o canal. Em Julho de 2017, o canal voltou a se chamar Sky Sports News.

## Transmissões Especiais
Alguns programas de outros canais da Sky Sports são transmitidos simultâneamente na Sky Sports News. O Soccer Saturday é o principal exemplo, exibido na Sky Sports Football e na Sky Sports News.
Até o dia 1 de Julho de 2013, duas horas da programação do canal eram retransmitidas pela Fox Soccer nos Estados Unidos. Isso era possível pois ambos os canais eram do grupo News Corporation. Em ocasiões especiais como os últimos dias das janelas de transferência europeias as horas de transmissão eram aumentadas.
Depois da aquisição da Sky por parte da Comcast, o canal passou a ter sua programação parcialmente retransmitida pela NBCSN às 11:00 da manhã (horário oficial dos EUA) de Segunda a Sexta. A retransmissão durou de Agosto de 2020 até 31 de Dezembro de 2021 quando as operações da NBCSN foram encerradas.